# パパンダヤン山
パパンダヤン山（パパンダヤンさん、インドネシア語: Gunung Papandayan）は、インドネシア西ジャワ州バンドン南東のガルト（Garut）に存在する成層火山である。ガルトの町からは南西約15kmに位置している。山頂には活発な噴気孔がある4つの大きな火口がある。
1772年の噴火では北東部の斜面が山体崩壊を起こし、壊滅的な岩屑なだれにより40の村が破壊され、3,000人近くが死亡した。噴火により、山体は2つの山頂とアルン＝アルン火口と呼ばれる幅1.1kmの平坦な領域に切り取られ、双子の火山のような姿となった。ピークの1つがパパンダヤン山と呼ばれ、もう一方はプンタン山と呼ばれている。

## 火山活動
パパンダヤン山は大規模な複合火山である。溶岩と過去数百年にわたる爆発的な噴火によってもたらされた火山灰などの火山砕屑物が交互に積み重なった層を形成している。北東方向に伸びた大きな馬蹄形の火口が火山礫や岩塊などの混合物からなる岩屑なだれによる堆積物をもたらし、火山内のマヌク火口などでは内部の噴気孔から高温の蒸気や噴煙を発生させている。
1772年の噴火以降、2002年11月に爆発的な噴火が始まる前までは小規模な水蒸気爆発が記録されていたのみであったが、近年では火山活動が非常に活発になってきている。
2011年8月13日、山頂火口の地表面で測定された二酸化炭素ガスが非常に高い割合（100％）を示し、火山早期警戒システムのステータスがレベル2の「注意喚起」(Waspada) からレベル3の「警報」(Siaga) へと引き上げられた。観光客を含む人々は、標高2,665mのパパンダヤン山の黄色い火口から少なくとも2km以上離れることを求められた。
2011年9月2日、インドネシア火山地質災害軽減局（CVGHM）は、他の火山活動の兆候とともに多数の震源の浅い火山性地震が観測されたと発表した。インドネシア国家防災庁の広報担当者は、パパンダヤン山が噴火した場合、近くの5つの地区（kecamatan）と20の村に住んでいる17万人以上が影響を受ける可能性があると述べた。影響を受ける可能性のある人々のうち、恐らく11,500人が避難する必要があると予想された。

## ギャラリー

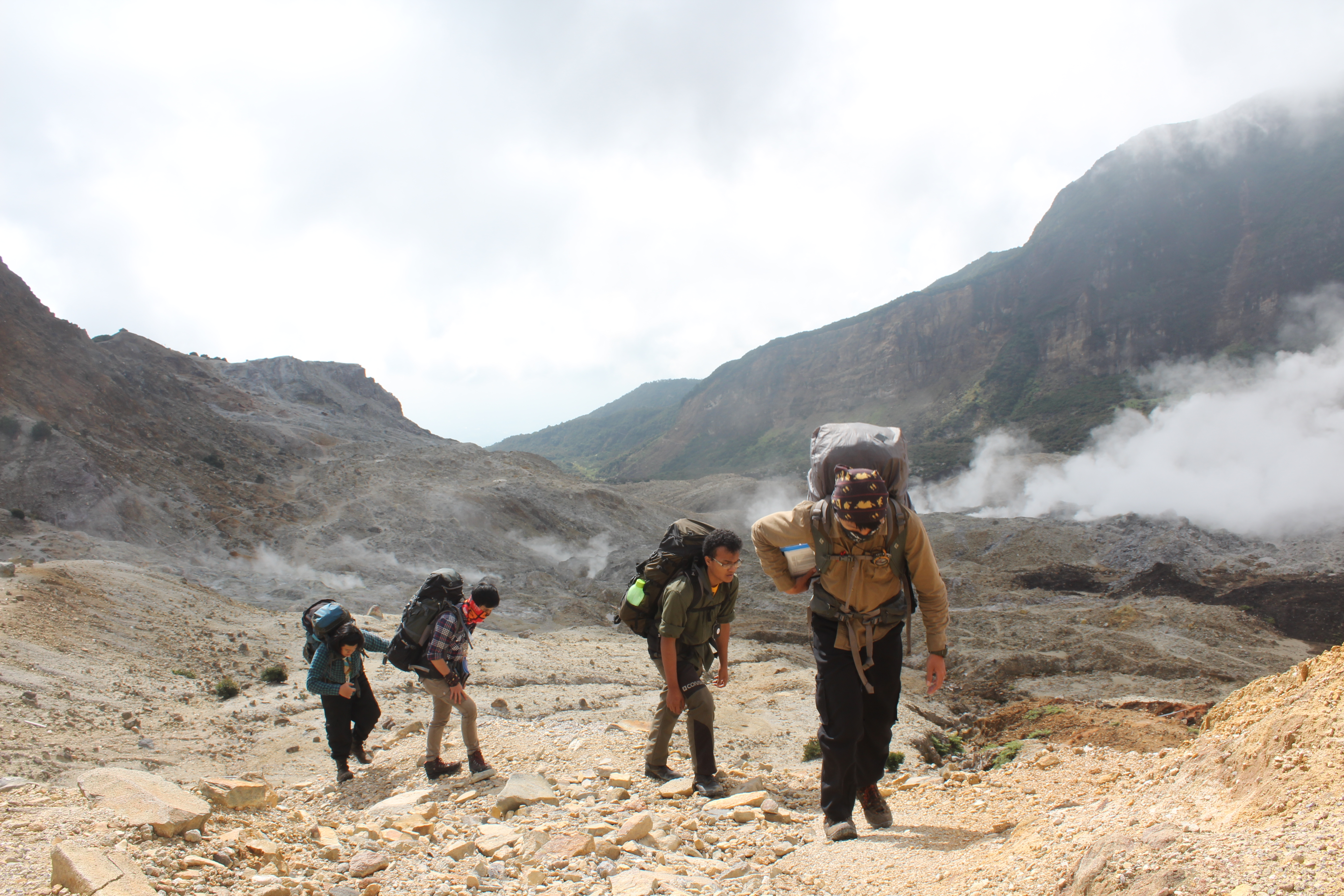
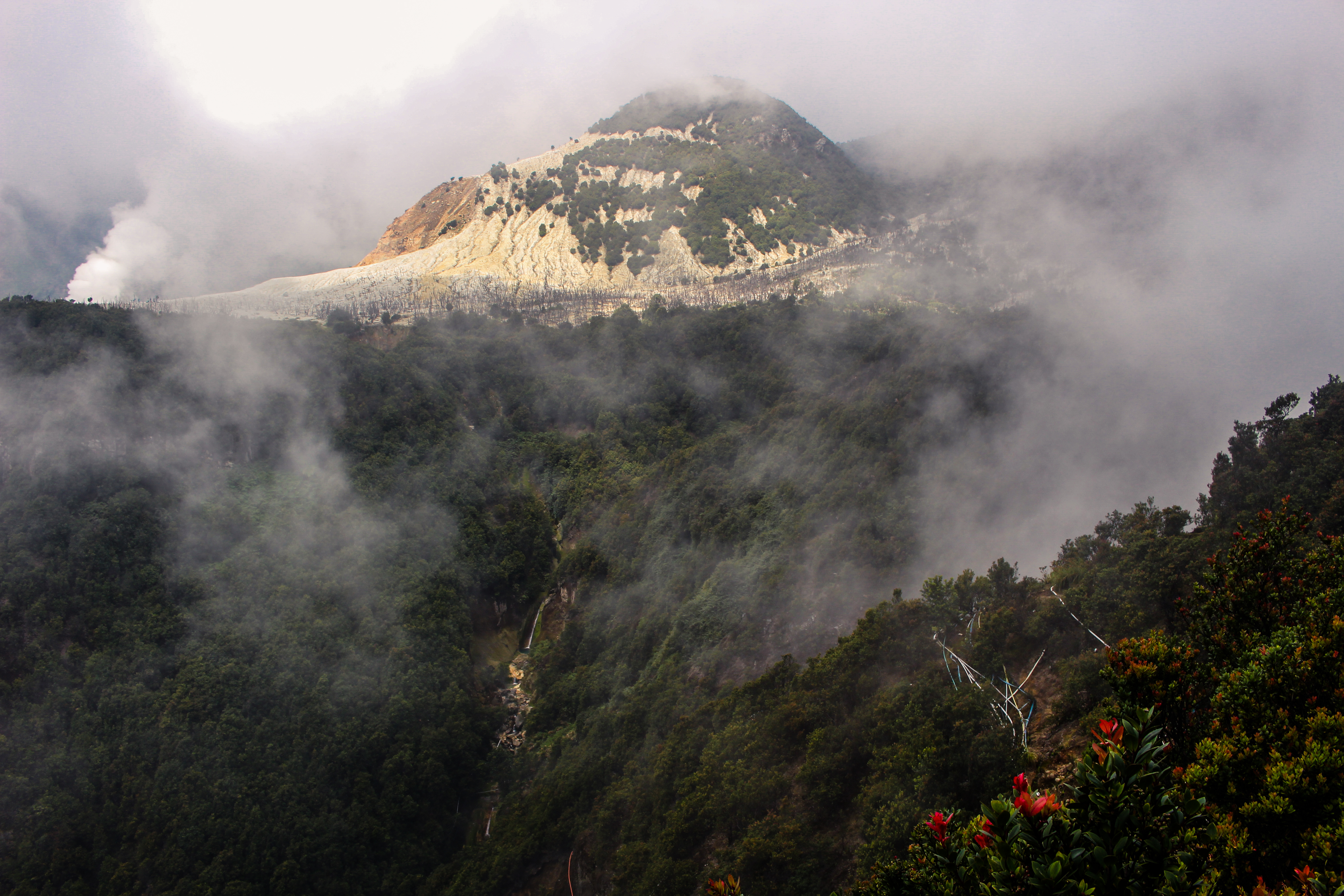
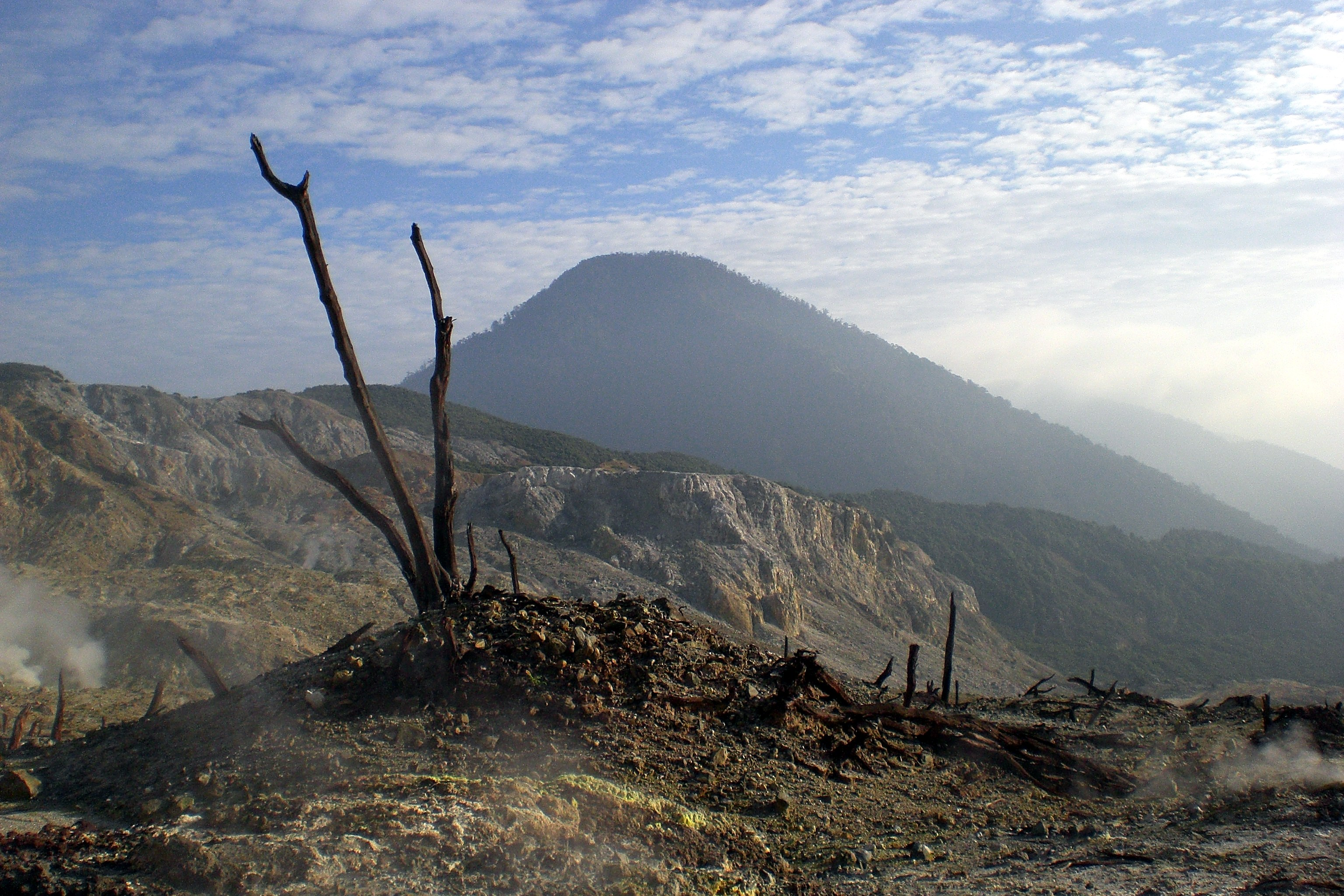
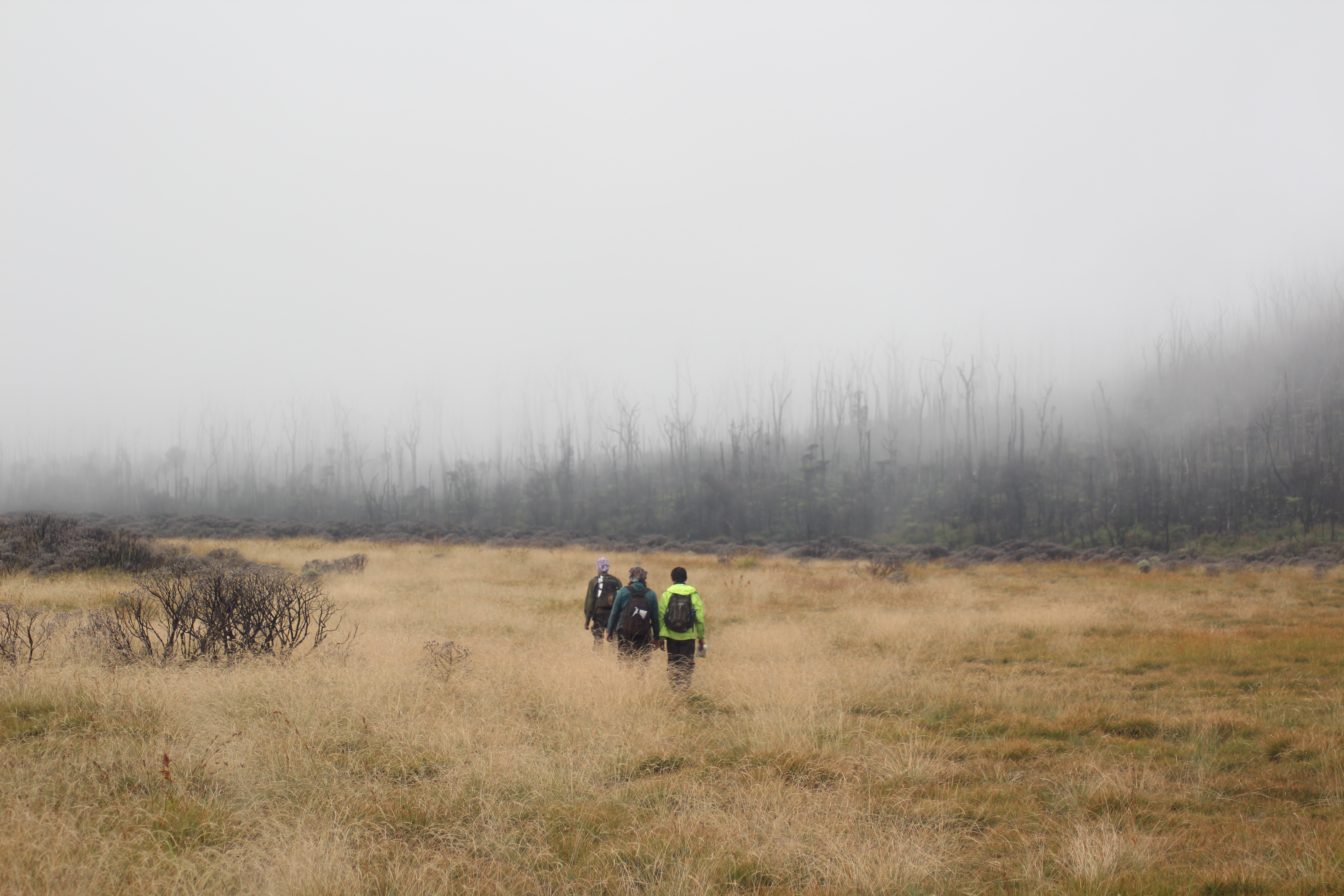
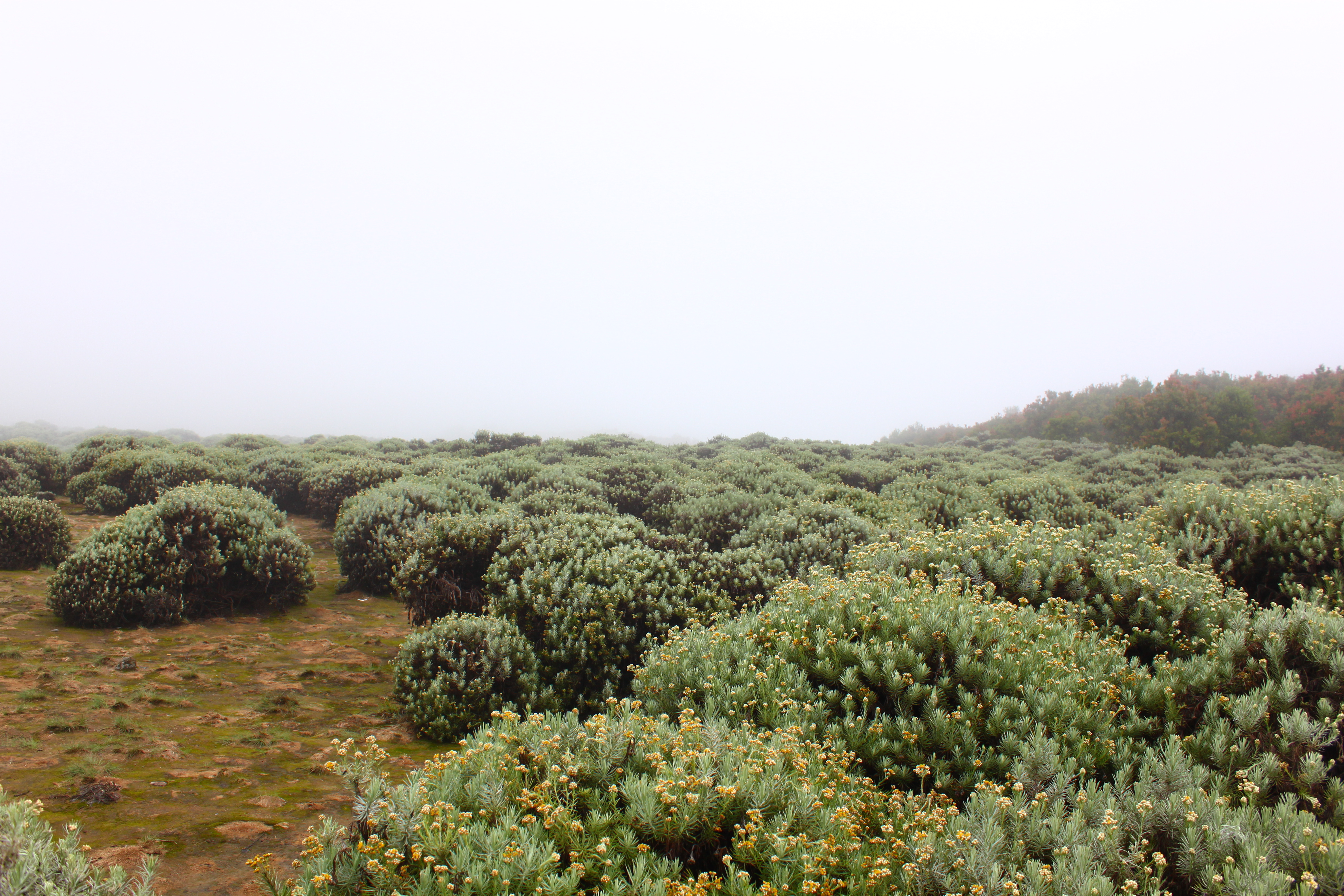
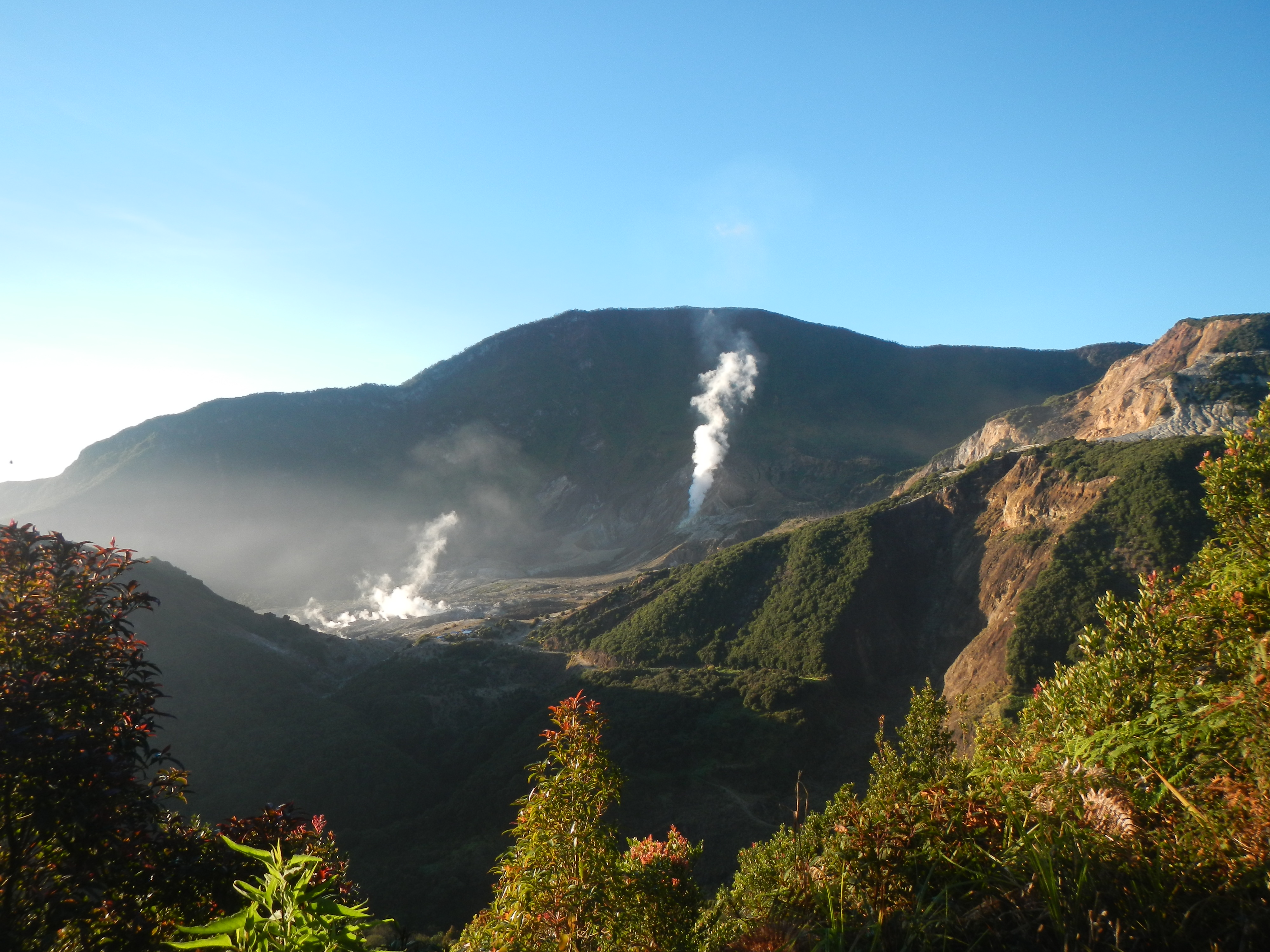

## 観光
パパンダヤン山を訪れる観光客は、クレーターを横断し、泥水泉、噴気孔、自然硫黄などを観察することが可能である。火口の上方ではドワーフ林やジャワニーズ・エーデルワイスの植生が見られる。また、バンドンの南部にはパパンダヤン山と同様なさまざまな火山が存在する。同じ地域で比較的簡単にアクセス可能なもう1つの火山は、パパンダヤン山の西のバンドン県に位置するカワ・プティである。